# Sarima rubricans
Sarima rubricans är en insektsart som beskrevs av Matsumura 1916. Sarima rubricans ingår i släktet Sarima och familjen sköldstritar. Inga underarter finns listade i Catalogue of Life.